# Nicholas Hawksmoor
Nicholas Hawksmoor (ur. 1661, zm. 25 marca 1736 w Londynie) – angielski architekt zaliczany do czołowych architektów epoki baroku w Anglii. Swobodnie kształtował bryły budowli, nierzadko w stylu monumentalnym.

## Życiorys
Hawksmoor był uczniem Christophera Wrena oraz jego asystentem przy projektowaniu Greenwich Hospital, a także londyńskich kościołów i katedry św. Pawła w czasie odbudowy miasta po pożarze Londynu w 1666 . W latach 1695–1702 stworzył pałac Easton Neston w Northamptonshire. Jest współautorem zamku Howard w North Yorkshire i Blenheim Palace w Oksfordzie (wspólnie z Johnem Vanbrughiem). Był odpowiedzialny za neogotycką rozbudowę All Souls College w Oksfordzie (1716-1735) . Jest autorem oryginalnych zachodnich wież Opactwa Westminsterskiego, przypisywanych wcześniej Wrenowi .